# Велике призматичне джерело

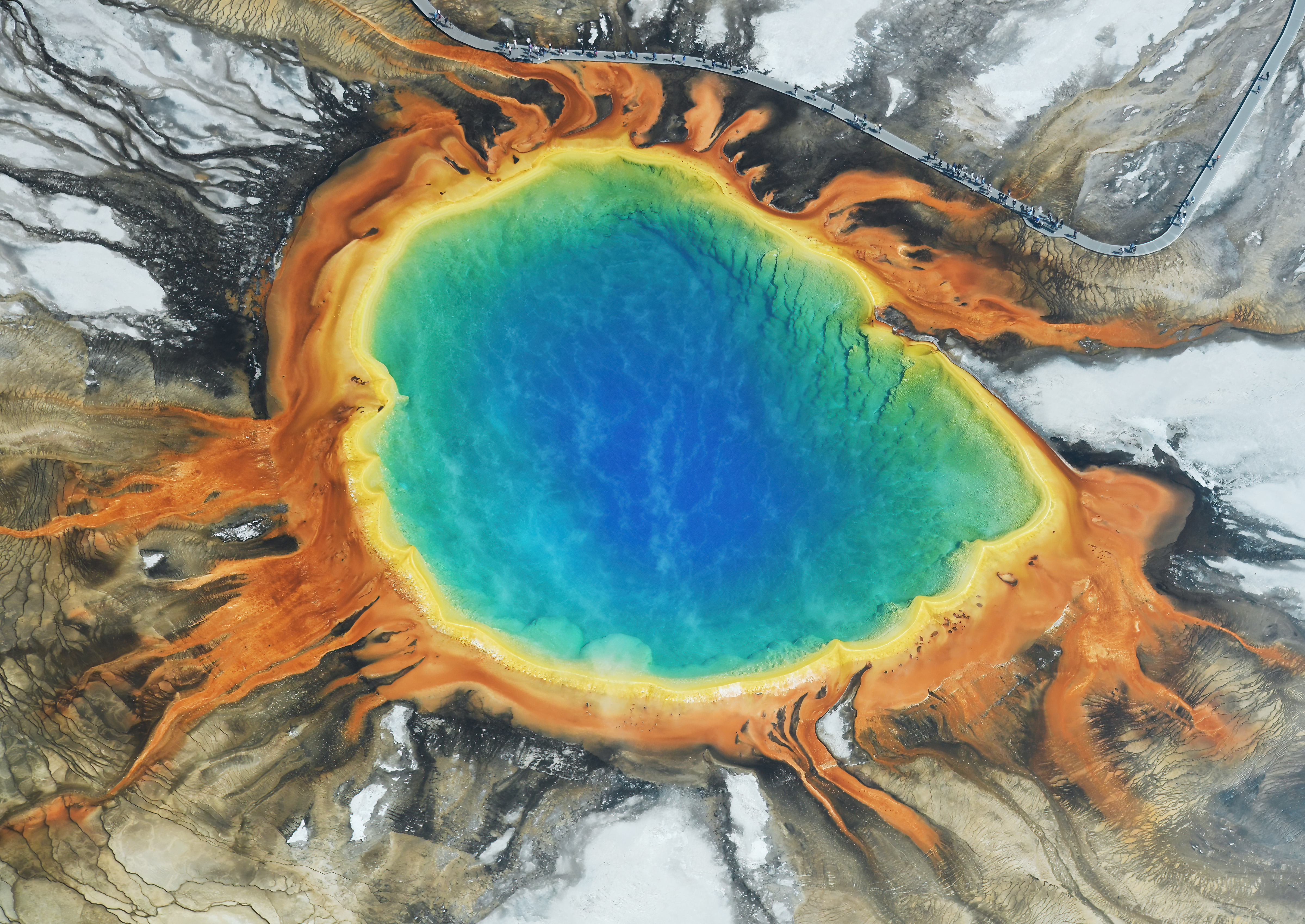
Велике призматичне джерело, вигляд з повітря

Велике призматичне джерело — найбільше в США й третє за розміром у світі гаряче джерело. Розташоване в Єллоустонському національному парку в Середньому басейні гейзерів.

## Історія
Перші відомості про джерело надійшли 1839 року від групи мисливців з «Американської хутряної компанії», які перетнули Середній басейн гейзерів і зробили записи про «озеро, що кипить» діаметром 91 м. 1870 року експедиція Вашбурна-Лангфорда-Доана відвідала джерело, відмітивши розташований поруч гейзер заввишки 15 м (пізніше названий Ексельсіор).

## Колір
Яскраві кольори джерела — це результат життєдіяльності пігментованих археїв, що живуть у формі біоплівки по краях джерела з багатою мінералами водою. Колір археїв змінюється від зеленого до червоного й залежить від температури води від співвідношення між хлорофілом і каротиноїдами в ній. Влітку бактерії стають помаранчево-червоними, а взимку зазвичай темно-зеленими. Центр джерела стерильний через високу температуру води.
Синій колір води в центрі джерела — це наслідок розсіювання молекулами води променів денного світла синього діапазону довжин хвиль. Цей ефект особливо проявляється у центрі джерела через відсутність археїв і глибину водойми.

## Фізичні характеристики
Розміри джерела приблизно 75 на 91 м, завглибшки 40 м. Викиди приблизно 2000 л води на хвилину температурою 70 °C.

## Зображення

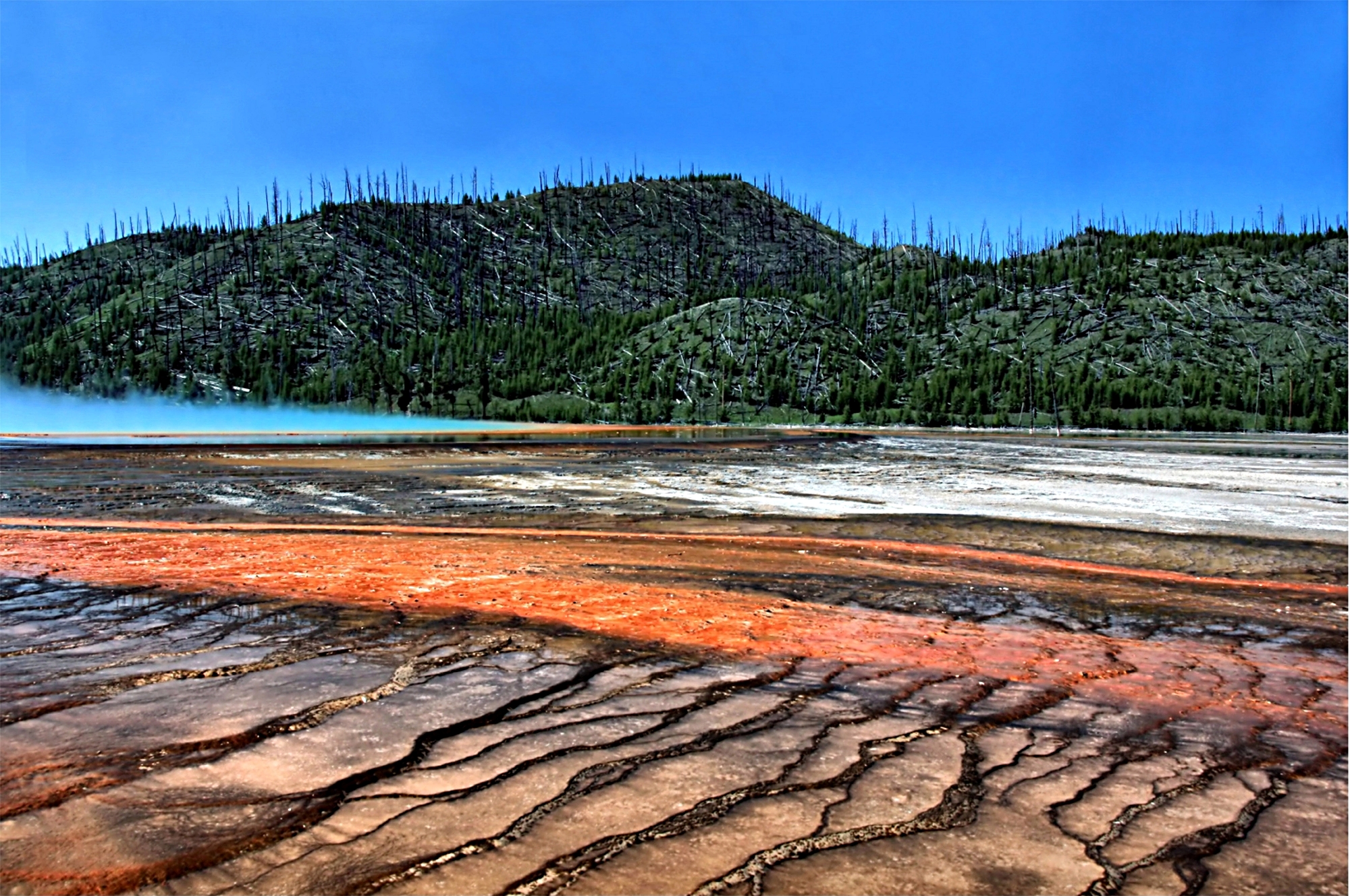
Велике призматичне джерело
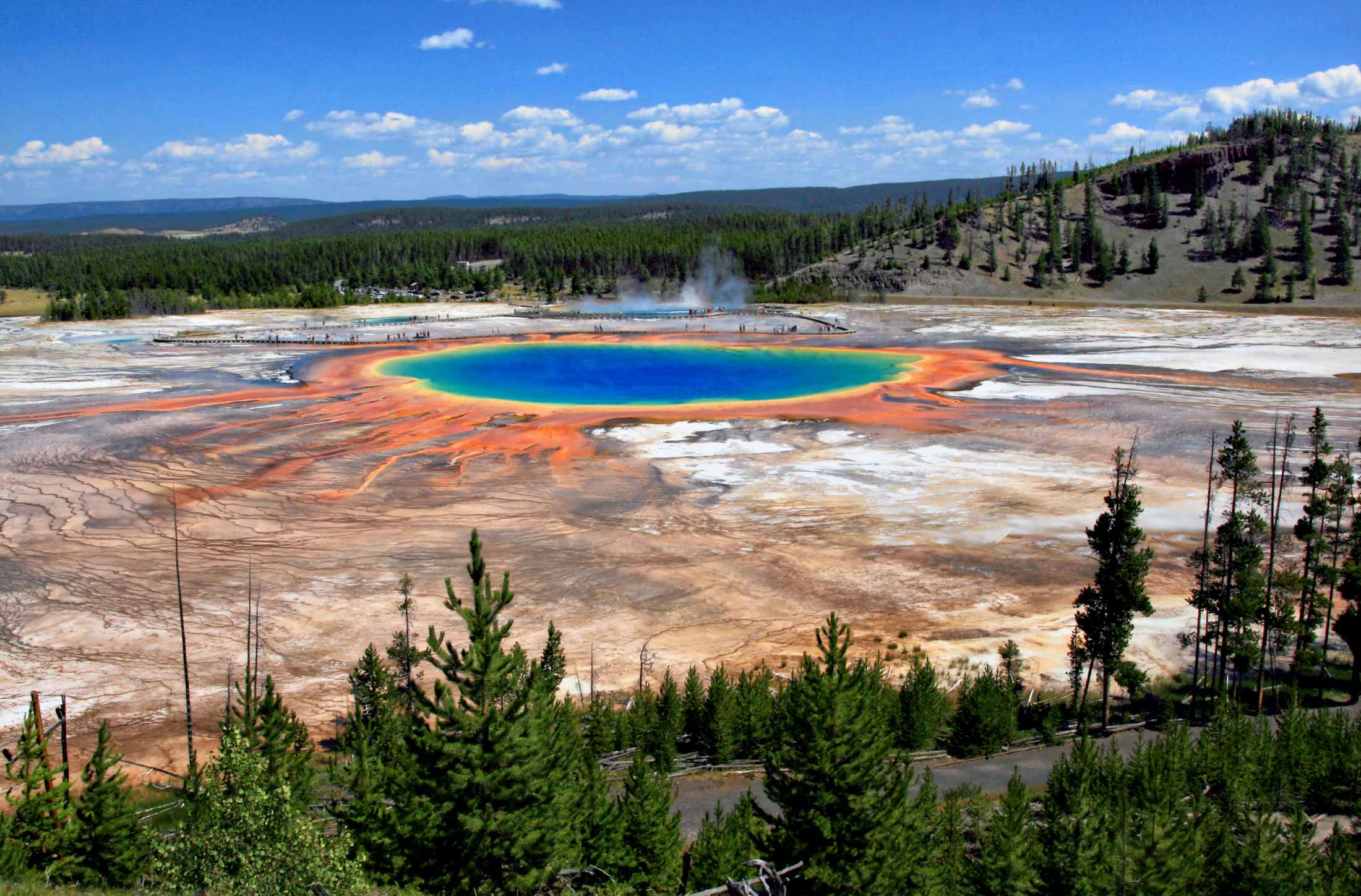
Велике призматичне джерело в Середньому басейні гейзерів
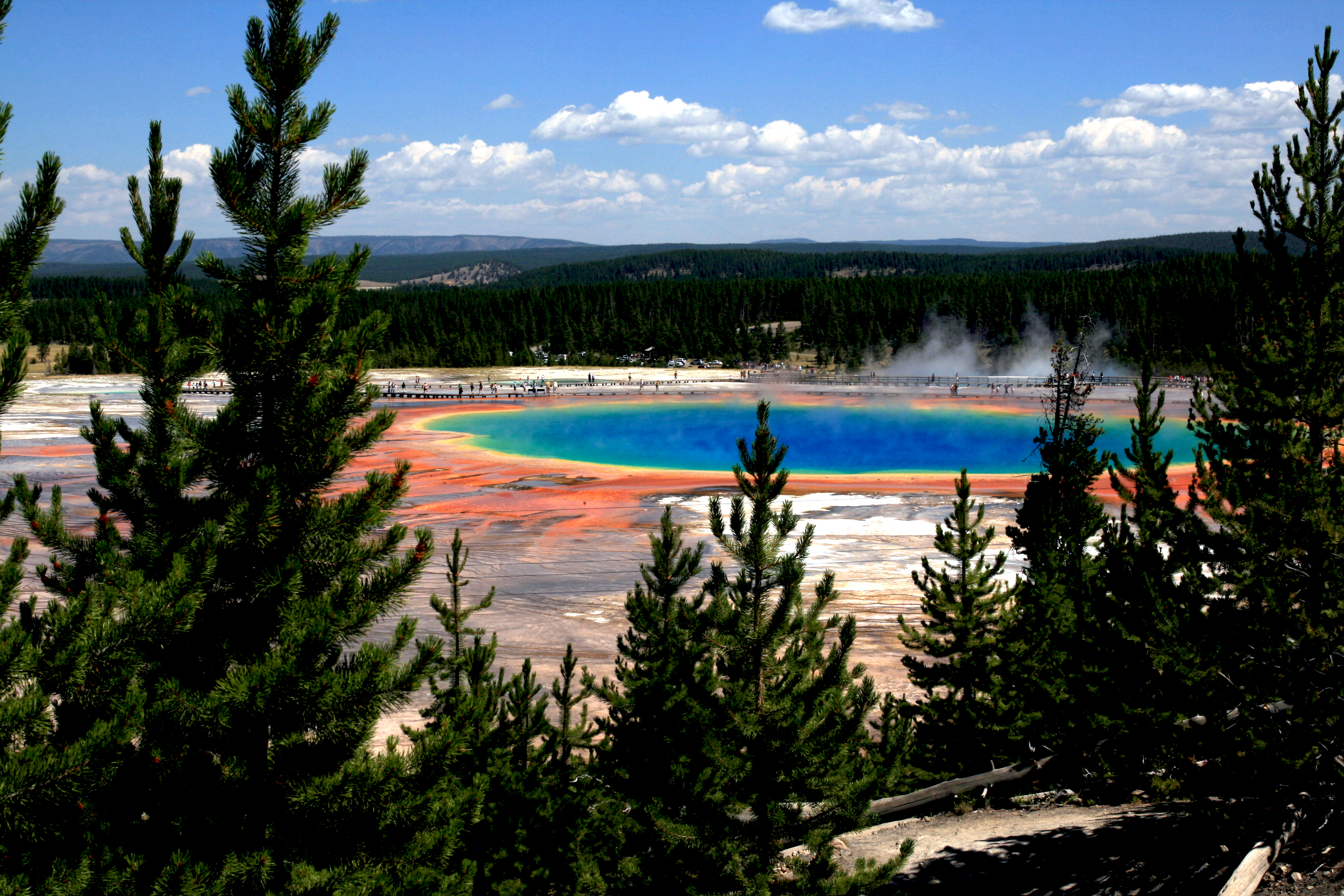
Краєвид Великого призматичного джерела
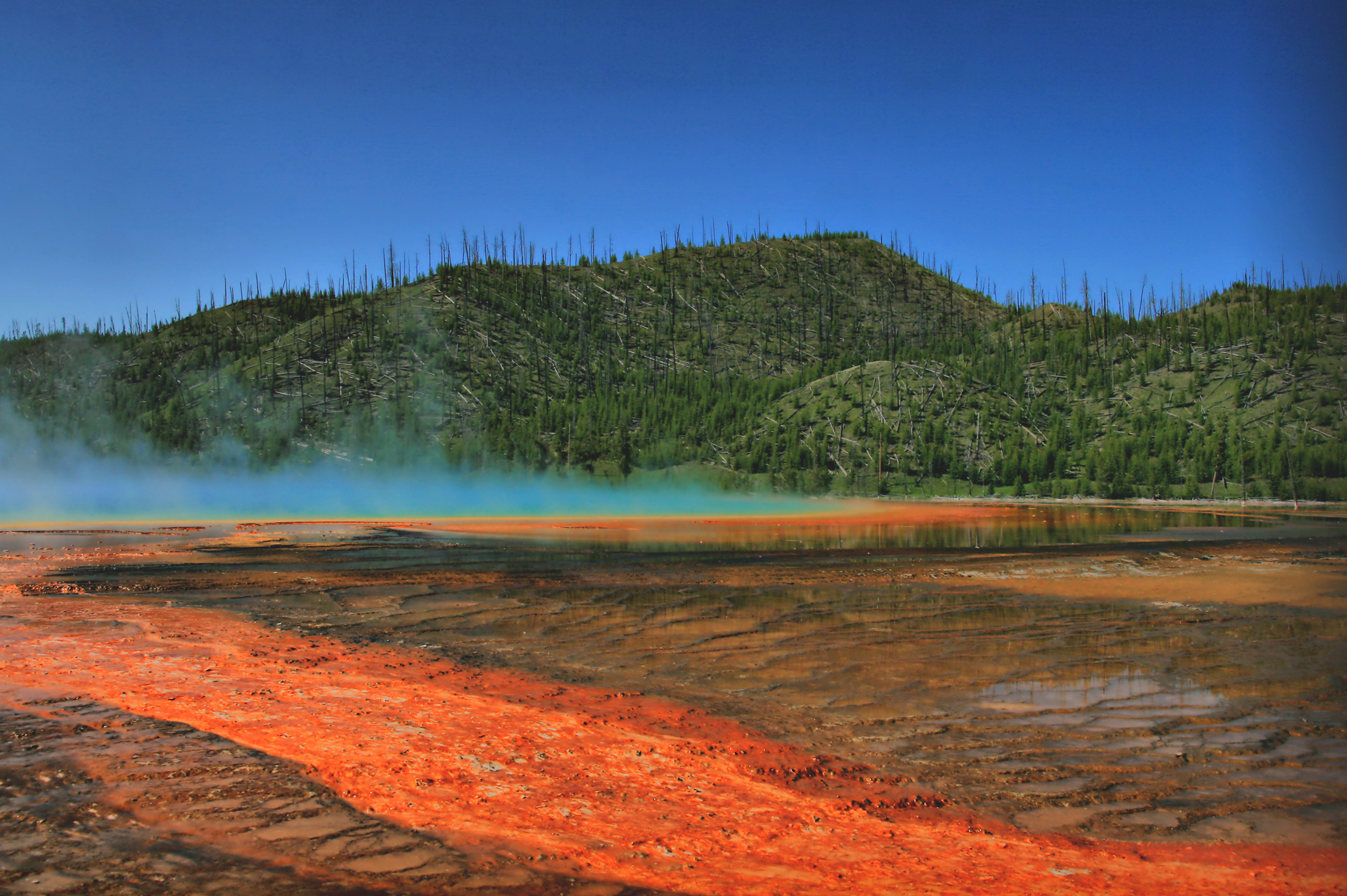
Велике призматичне джерело
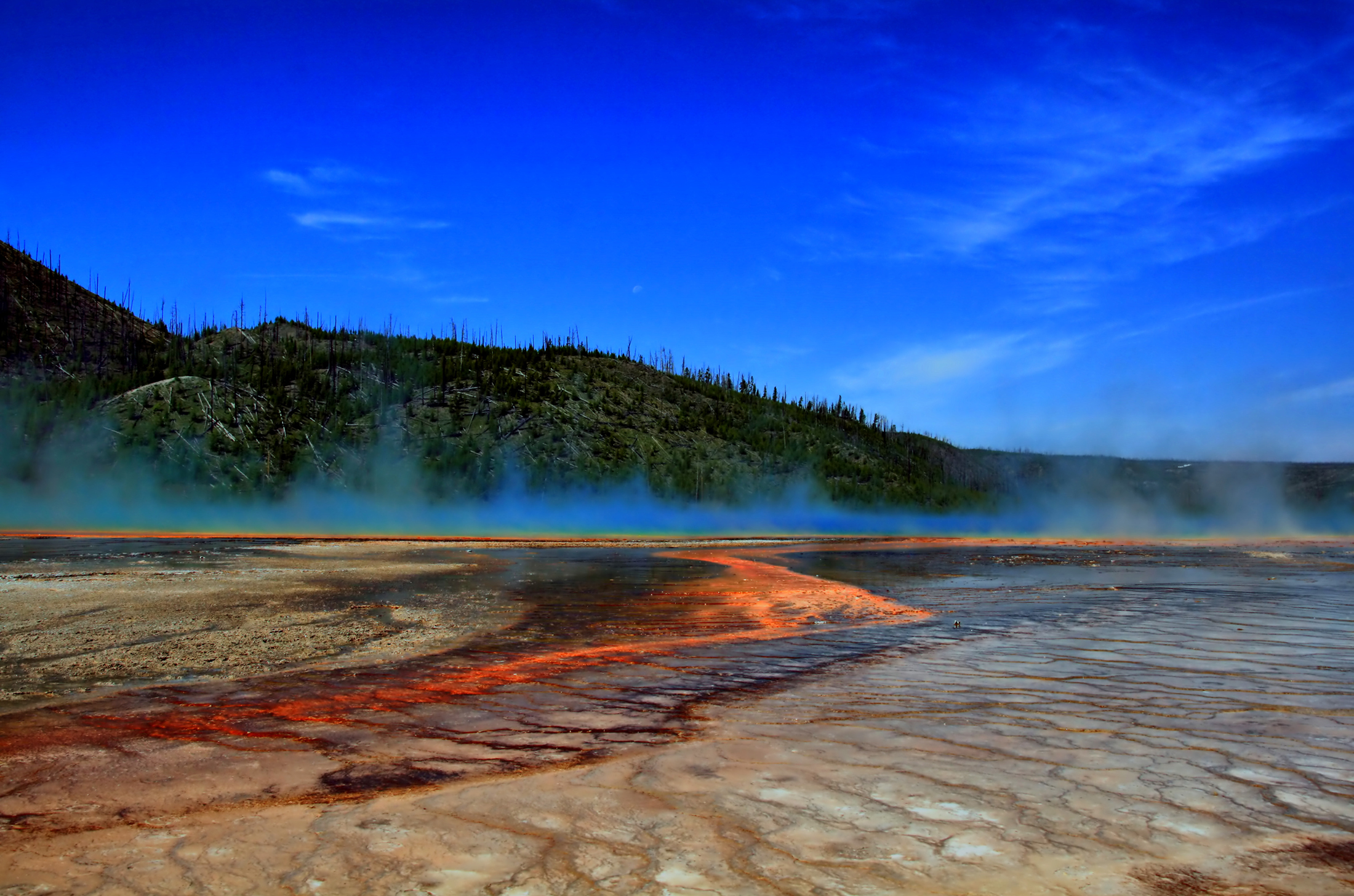
Велике призматичне джерело
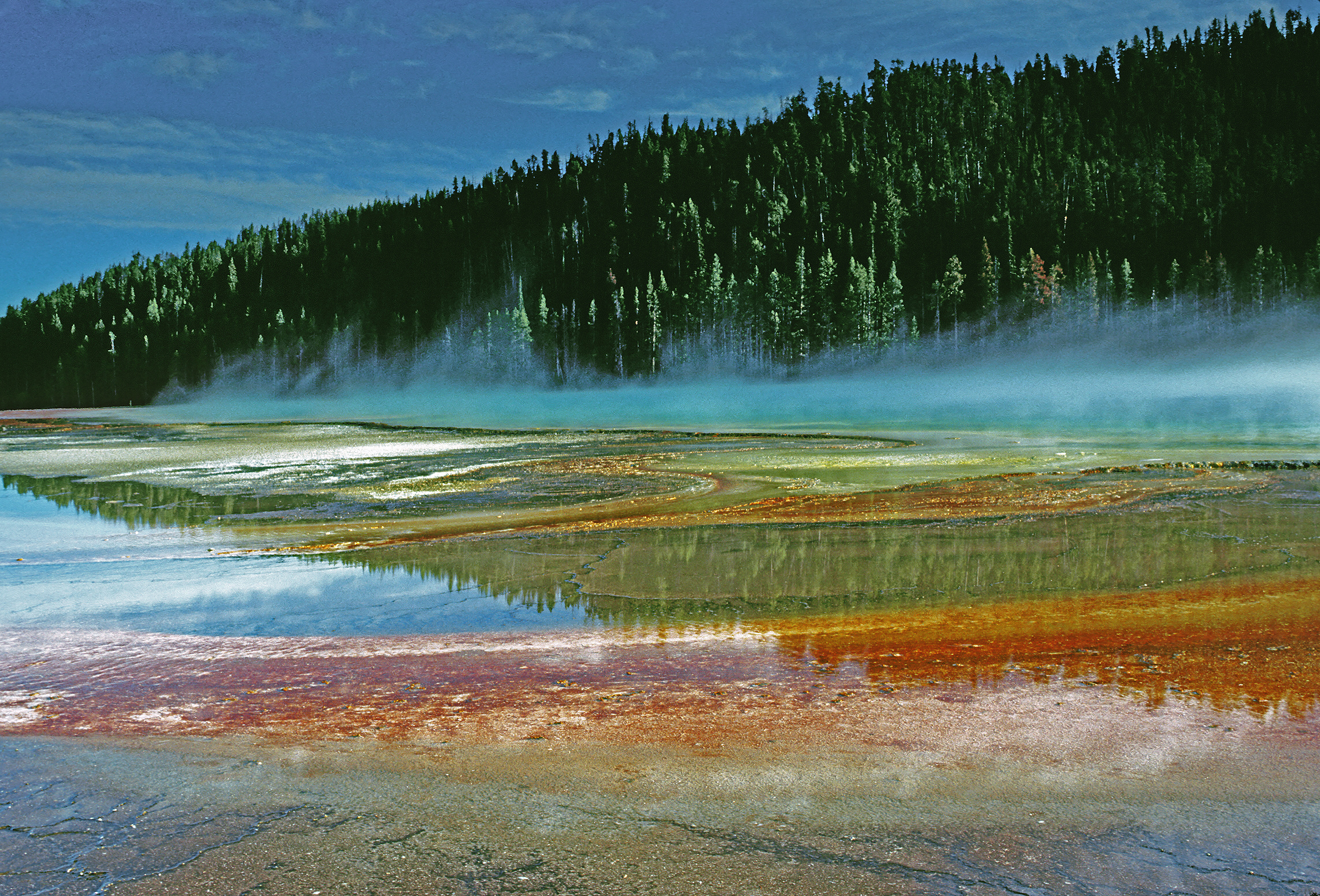
Велике призматичне джерело
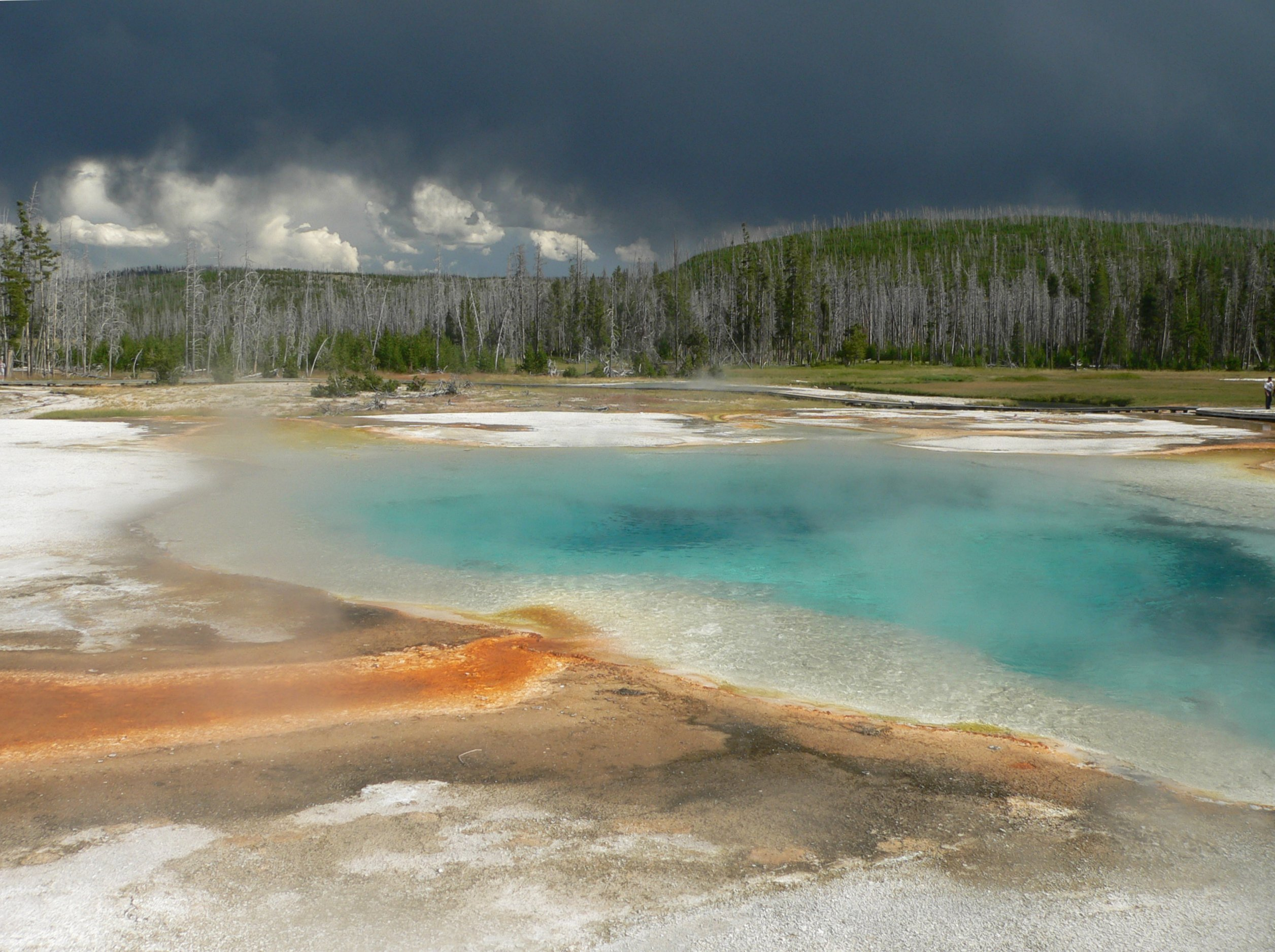
Велике призматичне джерело
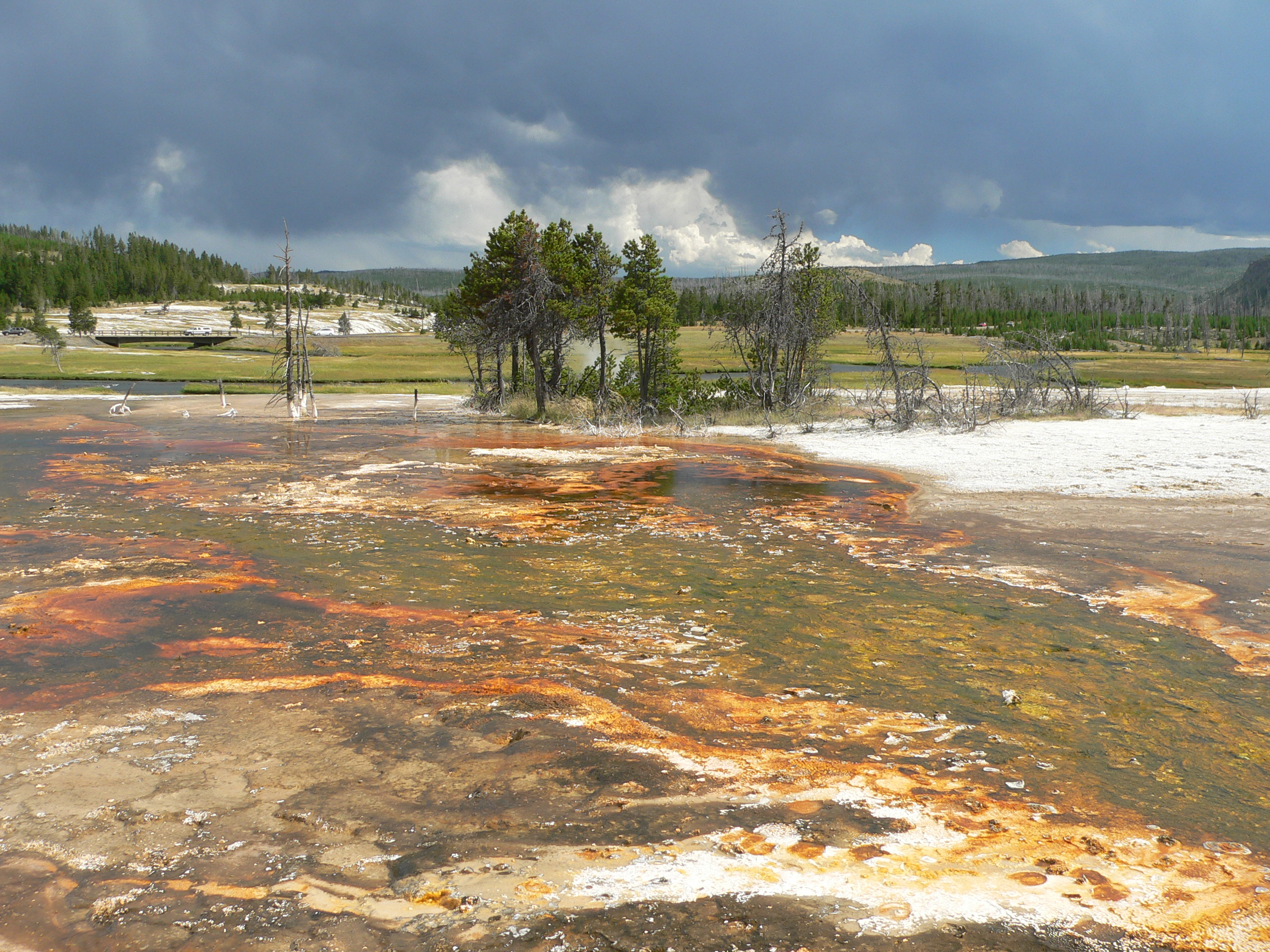
Велике призматичне джерело